# جامعة سونشونهيانج

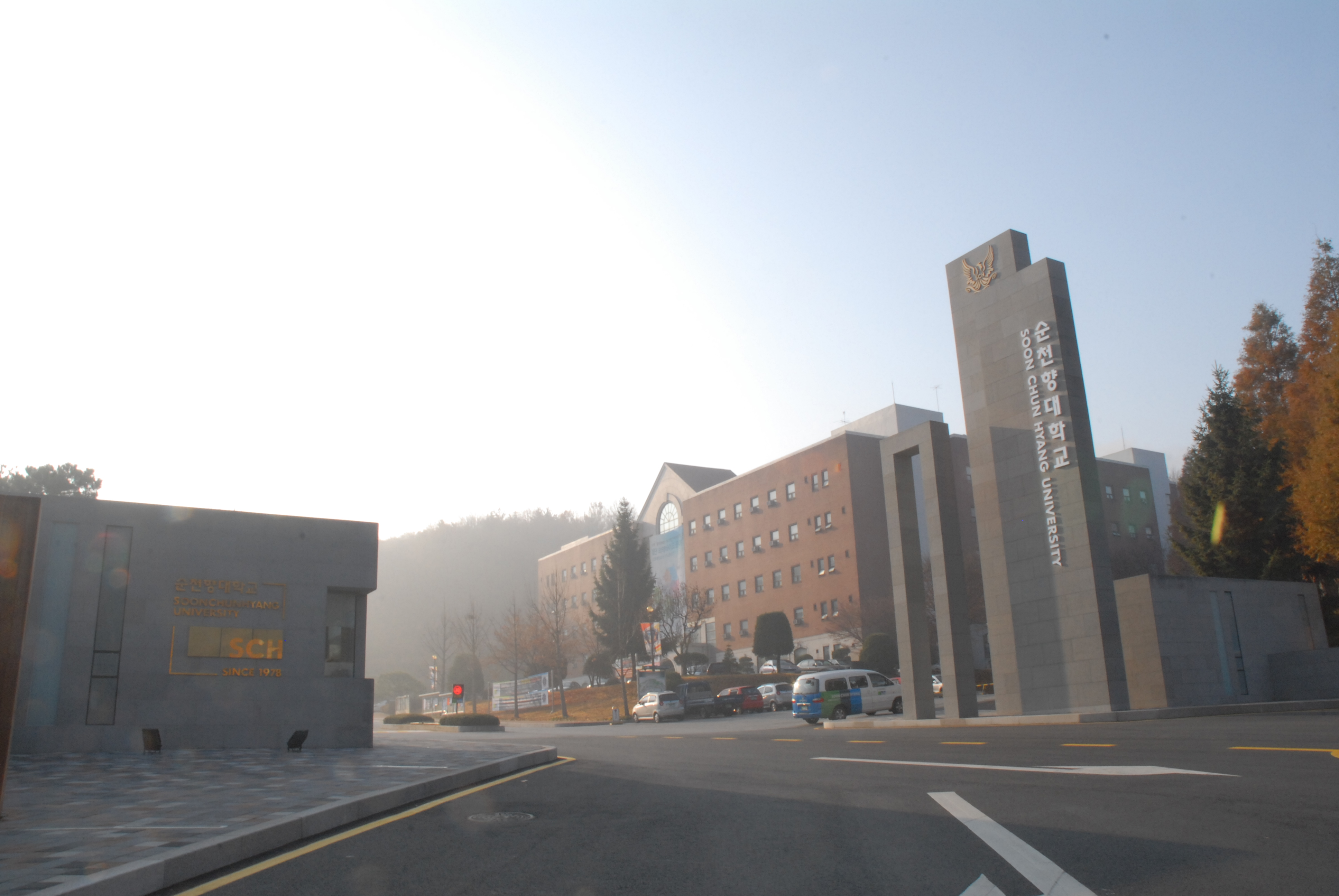
الباب الغربي لجامعة Soonchunhyang

جامعة سونشونهيانج واختصارها ( SCH) هي جامعة خاصة في كوريا الجنوبية، تأسست في عام 1978. وهي تقع في مدينة أسان بمقاطعة تشونغتشونغ الجنوبية، على بعد 52 كم (88 ميلاً) جنوب غرب سيول.
أسسها الدكتور Succ-Jo Suh في عام 1978 ككلية طبية تضم 80 طالبًا، ولكنها توسعت لتصبح جامعة شاملة في عام 1980، تقدم كلاً من برامج البكالوريوس والدراسات العليا.
في عام 2009 احتلت الجامعة المرتبة 31 بين جميع الجامعات الكورية الجنوبية في تقييم شامل أجراته جريدة جونغ أنغ إلبو (JoongAng Ilbo). كما احتلت المرتبة 151 بين جامعات آسيا والمحيط الهادئ في عام 2010.

## التاريخ والوصف
تأسست الجامعة رسميًا ككلية طبية في عام 1978، وهي الآن معترف بها كمؤسسة تعليمية ممتازة للتعليم العالي. يتم تقديم برامج البكالوريوس من خلال خمس كليات: العلوم الإنسانية والعلوم الاجتماعية والعلوم الطبيعية والهندسة والطب. كما يتم تقديم برامج الدراسات العليا من خلال كليات الدراسات العليا وتشمل الدراسات العليا والتعليم والمعلومات الصناعية.
تقع الجامعة في بلدة ريفية على الساحل الغربي المركزي لكوريا الجنوبية، وتحيط بها الجبال الجذابة وبالقرب من مناطق الجذب الثقافية التاريخية. كما أنها تقدم العديد من برامج الدراسة في الخارج لأنها الجامعة الوحيدة في كوريا الجنوبية التي تمتلك قرية عالمية.   تسمح هذه القرية للطلاب الكوريين الأصليين بالعيش في الحرم الجامعي مع الأجانب للمساعدة في تحسين فهمهم للثقافة الغربية.
تقدم الجامعة برامج البكالوريوس من خلال ست كليات: العلوم الإنسانية والعلوم الاجتماعية والعلوم الطبيعية والهندسة والعلوم الطبية والطب. كما يتم تقديم برامج الدراسات العليا من خلال ست مدارس عليا هي مدرسة الدراسات العليا، كلية الدراسات العليا للمعلومات الصناعية، كلية الدراسات العليا في التربية، خريج علوم الصحة، كلية الدراسات العليا في الإدارة العامة، وكلية الدراسات العليا في الإدارة العالمية.
اسم الجامعة يعني «مسقط رأس سلمي يتوافق مع إرادة السماء». أطلق مؤسس الجامعة الدكتور Succ-Jo Suh التسمية لتعكس فلسفته في الممارسات الطبية المبنية على أنه «السماء تعالج الأمراض؛ والأطباء يساعدون فقط في عملية الشفاء». تنعكس الفلسفة أيضًا في شعار المدرسة، «الحقيقة، الخدمة، الأداء».
تتمتع الجامعة بسمعة جيدة في أقسام الطب والعلوم الطبية القوية، إلى جانب أربعة مستشفيات تعليمية معروفة بقدرتها التكنولوجية المتقدمة في صناعة التكنولوجيا الحيوية. تسعى الجامعة إلى التفوق في كل من التعليم والبحث، كما يتضح ذلك في حصولها على «الجائزة الوطنية للتميز في الإصلاح التربوي» التي تمنحها وزارة التعليم والعلوم والتكنولوجيا الكورية لمدة ثلاث سنوات متتالية (2008، 2009، و 2010).

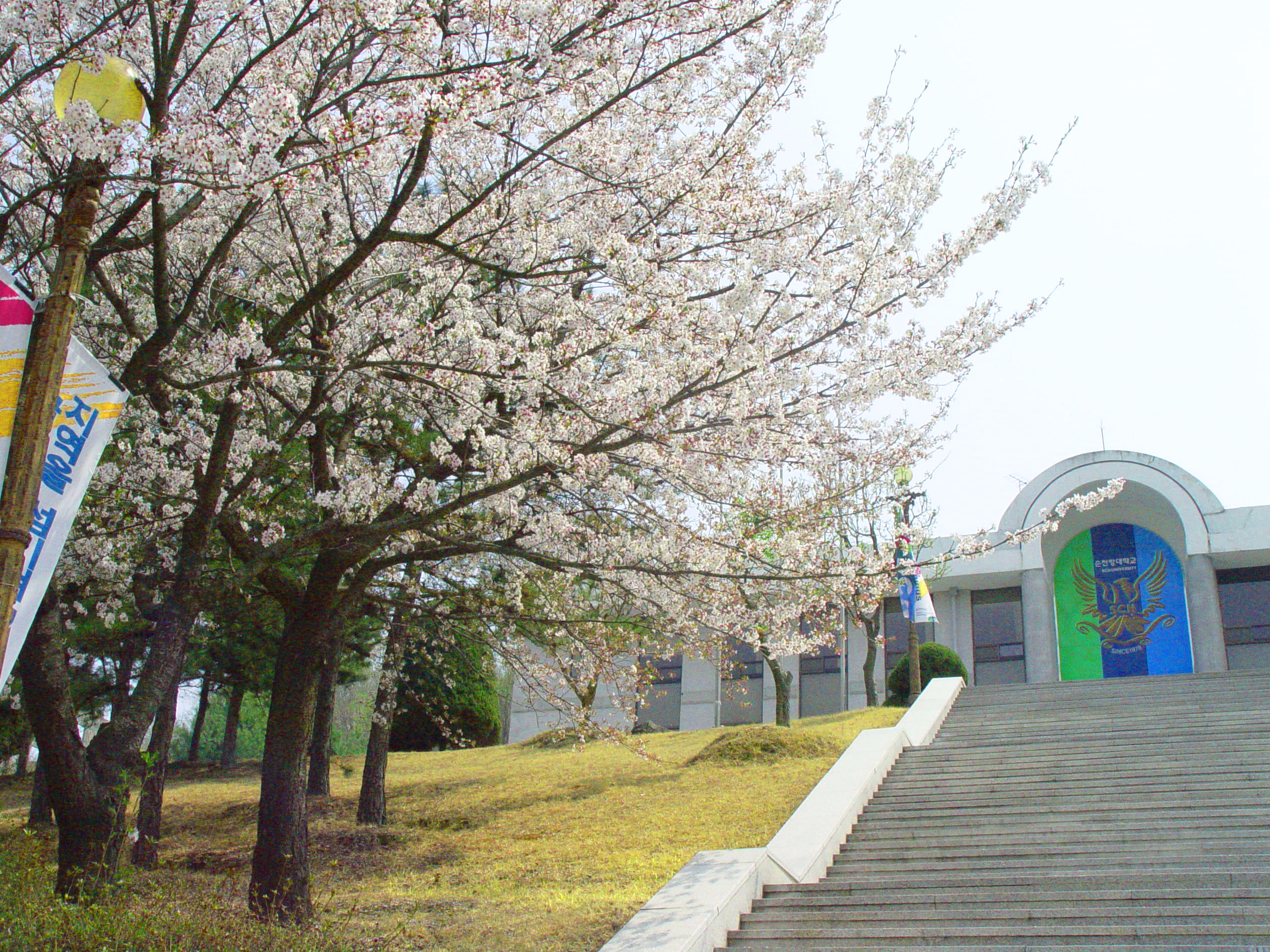
مكتب الزهور والإدارة بجامعة سونشونهيانج

## الكليات الجامعية
- كلية العلوم الإنسانية
- كلية العلوم الاجتماعية
- كلية العلوم الطبيعية
- كلية الهندسة
- كلية العلوم الطبية
- كلية الطب
- كلية إدارة الأعمال العالمية

## الدرسات العليا
- المدرسة العليا للمعلومات الصناعية
- كلية الدراسات العليا للتعليم
- خريج علوم الرعاية الصحية
- المدرسة العليا للإدارة العامة

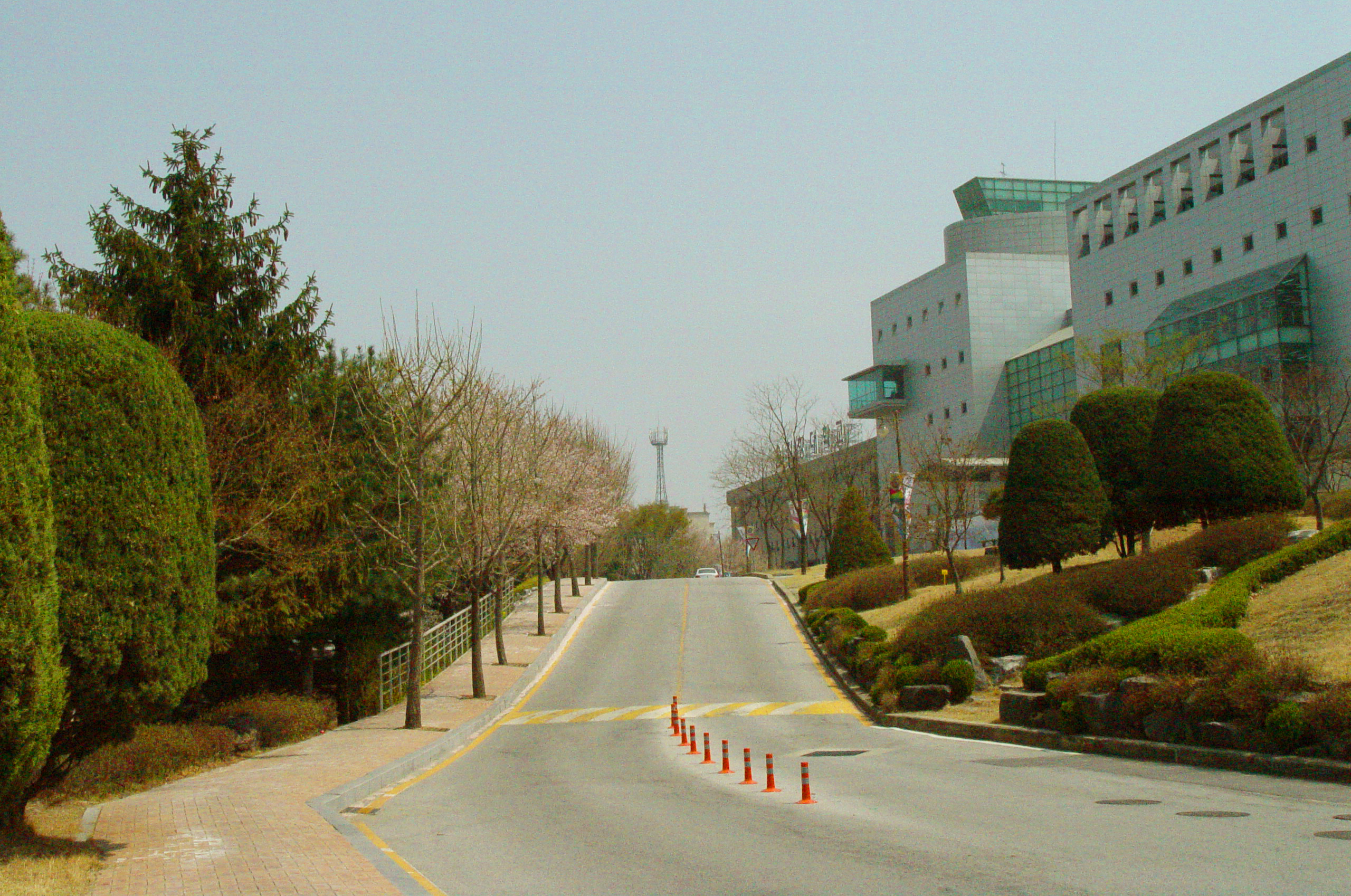
الطريق نحو مكتبة جامعة Soonchunhyang

- كلية الدراسات العليا للإدارة العالمية

## التطورات الأخيرة
في يونيو 2009 منحت الجامعة مبلغ 25 مليون دولار أمريكي على مدى خمس سنوات من قبل وزارة التعليم والعلوم والتكنولوجيا لإنشاء مركز تنمية الموارد البشرية الصيدلانية البيولوجية في الجامعة.
يدعم هذا المركز الجديد العديد من مجالات الدراسة الرئيسية في الجامعة، بما في ذلك:

## كلية العلوم الطبية
- قسم هندسة تكنولوجيا المعلومات الطبية
- قسم التقانة الحيوية الطبية
- قسم علوم المختبرات الطبية الحيوية
- قسم إدارة الرعاية الصحية
- قسم الدراسات الطبية
- قسم العلاج الوظيفي
- قسم الهندسة الصيدلانية

## كلية الطب
- قسم التمريض
- قسم الطب

## كلية العلوم الطبيعية
- قسم علوم الحياة
- قسم التكنولوجيا الحيوية
- قسم علوم حياة المحيطات
- قسم الكيمياء
- قسم علوم الغذاء والتغذية
- قسم علوم الصحة البيئية

## تصنيف

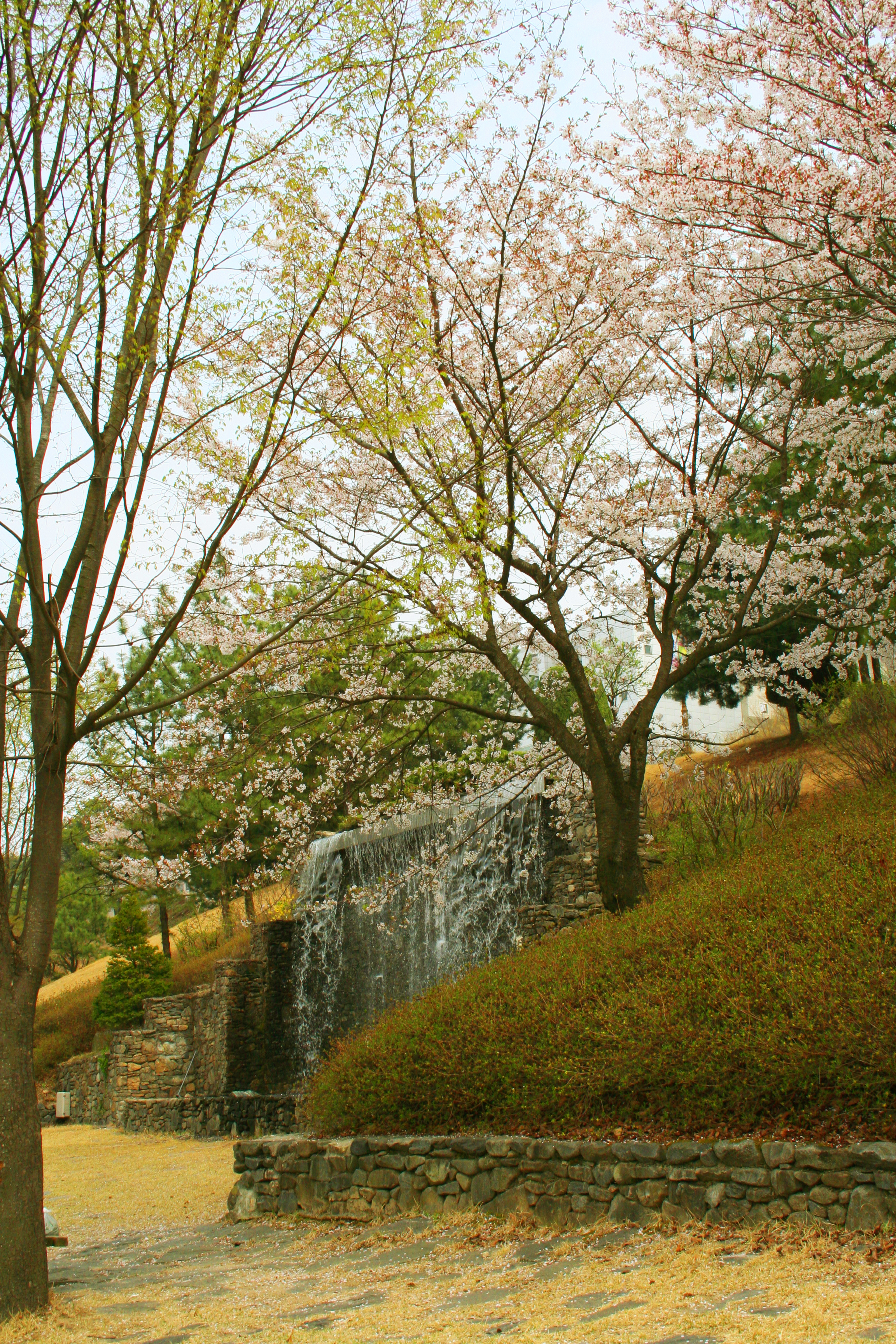
شلال اصطناعي في جامعة Soonchunhyang

- احتلت الجامعة المرتبة 151 في مجال التعليم العام بين جامعات آسيا والمحيط الهادئ من قبل Chosun-QS Asia في عام 2010 [2]
- احتلت الجامعة المرتبة الثامنة في بيئة التعليم العام وللتواصل مع الطلاب بواسطة Kyunhyang ERISS في عام 2010 [3]
- احتلت الجامعة المرتبة 135 في التعليم العام بين جامعات آسيا والمحيط الهادئ من قبل Chosun-QS Asia في عام 2009 [4]

## وسائل النقل
تقدم الجامعة خدمة الحافلات المكوكية للطلاب الذين يختارون التنقل. تعمل الحافلات من وإلى سيول ومدن مختلفة في مقاطعة جيونجي وإنشيون.
تستغرق رحلة الحافلات إلى معظم النقاط في مقاطعة Gyeonggi ما بين ساعة إلى ساعة ونصف.

### خدمة القطار
تخدم السكك الحديدية طلاب الجامعة كل من محطة (Korail link) والتي تبعد 10 كم شمال شرق الحرم الجامعي، إضافة إلى قطار KTX عالي السرعة من محطة (CheonanAsan)  20) كم شمال شرق الحرم الجامعي.

### خدمة مترو الانفاق
تم توسيع خط مترو أنفاق سيول 1 في ديسمبر 2008 ليشمل جامعة سونشونهيانج ومدينة أسان.

## مستشفيات الجامعة
تمتلك الجامعة وتدير أربعة مستشفيات تعليمية في كوريا الجنوبية، حيث تقدم هذه هي المستشفيات العامة خدمات في العديد من الأقسام مثل أمراض الأعصاب للأطفال وعلم النفس وجراحة القلب والأوعية الدموية.
| اسم المستشفى               | تاريخ فتح | عدد الأسرة |
| -------------------------- | --------- | ---------- |
| مستشفى سونشونهيانج سيول    | 1974      | 713        |
| مستشفى سونشونهيانج جومي    | 1979      | 400        |
| مستشفى سونشونهيانج تشيونان | 1982      | 746        |
| مستشفى سونشونهيانج بوتشون  | 2001      | 906        |

## شراكة عالمية
تحتفظ الجامعة بشراكات تعليمية رسمية مع 88 مؤسسة ما بعد المرحلة الثانوية في جميع أنحاء العالم.
توجد هذه المؤسسات الشريكة في الولايات المتحدة والصين وفنلندا وأستراليا واليابان والمكسيك وكمبوديا وتايلاند والعديد من البلدان الأخرى.

## القرية العالمية
تملك الجامعة قرية عالمية في حرمها الجامعي وهي المكان الذي يجتمع فيه الطلاب الكوريون المحليون والدوليون للعيش وتناول الطعام والدراسة والتعلم خارج الفصول الدراسية الرسمية.
كمفهوم تهدف القرية العالمية إلى سد الاحتياجات التعليمية والاجتماعية الرسمية للطلاب المشاركين في برامج الدراسات الآسيوية والقرية الإنجليزية والقرية الصينية والقرية اليابانية.

## مرافق القرية العالمية
كمساحة تحتوي القرية العالمية على أجنحة صالة نوم مكيفة وكافتيريا ومرافق ترفيهية مثل غرفة حمام السباحة وغرف الغناء ونادي صحي.
الصالة العالمية الواقعة داخل القرية العالمية هي غرفة مشتركة مجهزة بتلفزيون بشاشة كبيرة وأريكة وإنترنت لاسلكي عالي السرعة وأجهزة كمبيوتر ومفروشات غرفة المعيشة الأخرى. تم تصميم هذه المنطقة لتشجيع الطلاب من جميع البرامج العالمية على الاسترخاء والاختلاط معًا.

## معهد كونفوشيوس
تم تأسيس معهد كونفوشيوس بالجامعة في 28 سبتمبر 2007 بالاشتراك مع جامعة تيانجين للدراسات الأجنبية في الصين، لتعزيز تعليم اللغة الصينية والتعلم الثقافي من خلال مجموعة متنوعة من البرامج لكل من الجامعة ومجتمعات الآسان المحلية.
تشمل البرامج دروس تعليم اللغة الصينية، ومعسكر الشباب الصيني، والرحلات الميدانية الثقافية إلى الصين.
وبدأ من 15 يونيو 2010 بدأ معهد كونفوشيوس بالجامعة والحكومة المحلية لمدينة أسان في التعاون لتقديم برامج خاصة لشباب أسان من خلال مركز ثقافة وتعليم شباب مدينة أسان (الرابط إلى المرجع).
في عامي 2008 و 2009، تم تصنيف المعهد في الجامعة في المرتبة الأولى في كوريا الجنوبية والثالث في العالم على مستوى الإنجاز العام من قبل مقر معهد كونفوشيوس. 

## خريج متميز
- جيون نو مين، ممثل

## روابط خارجية
- جامعة سونشونهيانج